# Castelo de Grand Verdus

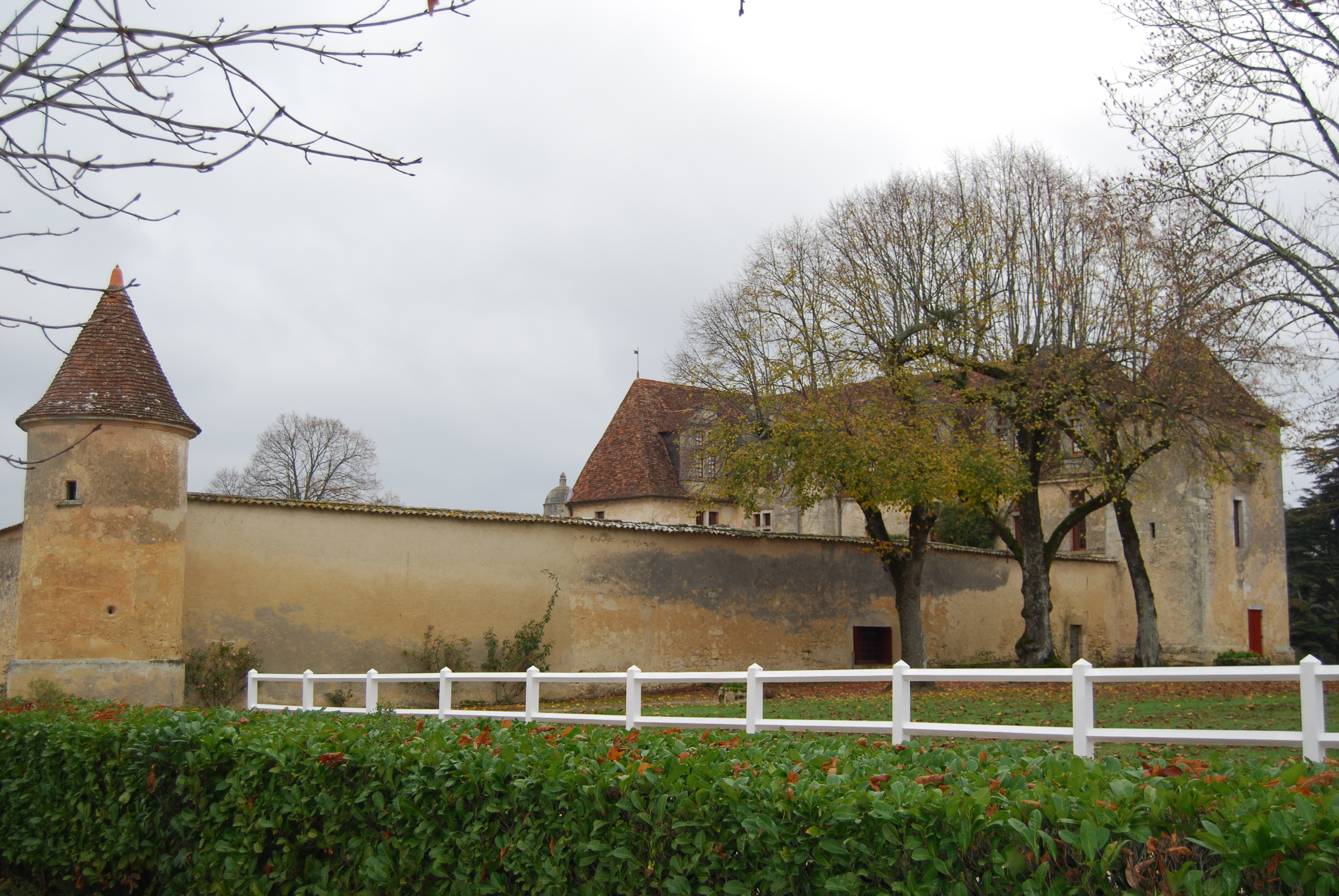
Château de Grand Verdus em 2012.

O Château de Grand Verdus é uma mansão em Sadirac, Gironde, Aquitânia, na França.
O castelo foi construído no século XVI.

## Valor arquitectónico
Está listado como um monumento oficial desde 1978.